# والری فرنچ
والری فرنچ (انگلیسی: Valerie French (actress)؛ ۱۱ مارس ۱۹۲۸ – ۳ نوامبر ۱۹۹۰) یک هنرپیشه اهل بریتانیا بود.